# ژیمناستیک در المپیک تابستانی ۱۸۹۶
ژیمناستیک در بازی‌های المپیک تابستانی ۱۸۹۶ نام رویداد ورزش ژیمناستیک در بازی‌های المپیک تابستانی بود که در سال ۱۸۹۶ برگزار شد. این مسابقات از ۸ بخش تشکیل شده بود که فقط برای مردان بود. این مسابقات از ۹ تا ۱۱ آوریل برگزار شد. ۷۱ ورزشکار از ۹ کشور در این مسابقات به رقابت با یک دیگر پرداختند.

## نتایج
| رویداد       | طلا | نقره                                                                                  | برنز                                                                              |
| بارفیکس      | هرمان واینگرتنر (GER) | آلفرد فلاتو (GER)                                                                     | داده نشد                                                                          |
| پارالل       | آلفرد فلاتو (GER) | لویی زوتر (SUI)                                                                       | داده نشد                                                                          |
| خرک حلقه     | لویی زوتر (SUI) | هرمان واینگرتنر (GER)                                                                 | داده نشد                                                                          |
| دارحلقه      | یوانیس میتروپولوس (GRE) | هرمان واینگرتنر (GER)                                                                 | پطروس پرساکیس (GRE)                                                               |
| طناب‌نوردی    | نیکولاس آندریاکوپولوس (GRE) | توماس سناکیس (GRE)                                                                    | فریتس هوفمن (GER)                                                                 |
| پرش از خرک   | کارل شومن (GER) | لویی زوتر (SUI)                                                                       | هرمان واینگرتنر (GER)                                                             |
| پارالل تیمی  | آلمان (GER) · کونراد بوکر · آلفرد فلاتو · گوستاو فلاتو · گئورگ هیلمار · فریتس هوفمن · فریتس مانتئوفل · کارل نوییکیرک · ریچارد روستل · گوستاو شوفت · کارل شومن · هرمان واینگرتنر | یونان · نیکولاس آندریاکوپولوس · اسپیریدون آتاناسوپولوس · پطروس پرساکیس · توماس سناکیس | یونان · یوانیس خریسافیس · یوانیس میتروپولوس · دیمیتریوس لوندراس · فیلیپوس کارولاس |
| بارفیکس تیمی | آلمان (GER) · کونراد بوکر · آلفرد فلاتو · گوستاو فلاتو · گئورگ هیلمار · فریتس هوفمن · فریتس مانتئوفل · کارل نوییکیرک · ریچارد روستل · گوستاو شوفت · کارل شومن · هرمان واینگرتنر | -                                                                                     | -                                                                                 |

## جدول مدال‌ها
| رتبه | کشور  | طلا | نقره | برنز | مجموع |
| ۱    | آلمان | ۵   | ۳    | ۲    | ۱۰    |
| ۲    | یونان | ۲   | ۲    | ۲    | ۶     |
| ۳    | سوئیس | ۱   | ۲    | ۰    | ۳     |

## کشورهای شرکت کننده
در این مسابقات ۷۱ ورزشکار از ۹ کشور به رقابت با یک دیگر پرداختند.
- بلغارستان (۱)
- دانمارک (۱)
- فرانسه (۱)
- آلمان (۱۱)
- بریتانیای کبیر (۱)
- یونان (۵۲)
- مجارستان (۲)
- سوئد (۱)
- سوئیس (۱)